# Возвращение Весны
«Возвращение Весны, или Победа Флоры над Бореем» — одноактный аллегорический балет Франца Хильфердинга на музыку Йозефа Старцера, поставленный в Санкт-Петербурге в Зимнем дворце в 1760 году. Считается первым действенным балетом на российской сцене. В спектакле утверждалась излюбленная тема русского искусства — победа добра над злом, света над тьмой.
Партии исполняли: г-жа Меркьюри (Флора), г-н Меркьюри (Борей) и сам хореограф (Юпитер).
В 1765 году Хильфердинг возобновил этот балет в Вене, на сцене Кернтнертор-театра.

## Описание
Юный бог ветра Зефир искал среди танцующих пастушек и нимф богиню цветов Флору. Их встреча переходила в медленное адажио с плавными движениями и изящными позировками. Зефира характеризовали заноски и легкие прыжки; танцу героев аккомпанировал кордебалет. Внезапно налетал северный ветер Борей, желая унести Флору. Стремительные, бурные прыжки и вращения Борея создавали впечатление вихря. Зефир, защищая Флору, боролся с Бореем: возникал танец-противодействие. Но наступала весна, и Зефир одолевал Борея. К радостному дуэту вновь соединившихся Зефира и Флоры присоединялся кордебалет. Действие венчал торжественный апофеоз.